# Spermacoce angustifolia
Spermacoce angustifolia là một loài thực vật có hoa trong họ Thiến thảo. Loài này được (Span.) Boerl. miêu tả khoa học đầu tiên năm 1891.